# Наполеоновские войны
Наполеоновские войны (фр. Guerres napoléoniennes) — серия войн различных государств Европы против Наполеона Бонапарта в период его правления Францией в качестве Первого консула и императора. Состояли из пяти коалиционных войн (1805—1815) и двух отдельных конфликтов — Пиренейской войны (1808—1814) и Русской кампании 1812 года. В более широком смысле к Наполеоновским войнам также можно причислить Вторую итальянскую кампанию. Спорен вопрос об отнесении к Наполеоновским войнам Первой итальянской и Египетской кампаний. Глобальный конфликт, охвативший почти всю континентальную Европу, стал закономерным продолжением Революционных войн (1792—1802), в свою очередь начавшихся вследствие Великой французской революции. Жертвами Наполеоновских войн стали по меньшей мере 3 миллиона человек.
Несмотря на победоносные Революционные войны, противоречия между молодой республикой и старыми феодально-монархическими державами Европы остались неразрешёнными. К ним добавились личные амбиции Бонапарта, стремившегося к гегемонии Франции и укреплению собственной авторитарной власти. В 1804 году он упраздняет республику и провозглашает империю, но эти противоречия остаются актуальными.
В том же 1804 году Наполеон готовит вторжение в Англию — своего давнего противника — однако Великобритания, в обмен на денежные субсидии, подталкивает к новой войне против Франции Австрию. Вторжение отменяется, собранные для переправки через Ла-Манш войска вынуждены вести бои на континенте. С этого момента начинается период почти беспрерывных военных действий, продлившихся 10 лет, целью которых была ликвидация Наполеоновской империи и восстановление власти Бурбонов, свергнутых ещё в ходе Французской революции.
Тем не менее в 1805—1812 годах Наполеон провёл ряд успешных военных кампаний, мастерски отбиваясь от коалиций, и сумел достичь господства в Европе. В то же время его постигла неудача в Испании, где развернулась вялотекущая, но истощавшая ресурсы Империи война против местных партизан и британских войск.
В 1812 году Наполеон вторгся в Россию, собрав полумиллионную армию из контингентов почти всех европейских государств, но потерпел поражение. Почти полное уничтожение Великой армии привело ко вступлению в войну остальных европейских держав, ранее разгромленных в войнах 1805—1812 годов. Они объединились в Шестую коалицию. Несмотря на искусное сопротивление (см. Шестидневная война Наполеона), Наполеон потерпел поражение, был вынужден отречься от престола и отправиться в ссылку на остров Эльбу.
В 1815 году Наполеон сделал попытку вернуть себе трон Франции, однако разгром при Ватерлоо привёл ко второму отречению Наполеона и вторичной ссылке, теперь уже на гораздо более дальний остров Святой Елены, где он и скончался в 1821 году.

## Предыстория
Получив власть (1799), Наполеон застал Францию изолированной, хотя противостоявшая ей коалиция и оказалась не особенно прочной. Французские войска отступили за Рейн; в Италии были потеряны все плоды прежних побед; Цизальпинская республика распалась, в Партенопейской республике произошла монархическая реставрация; Римская республика также пала. Только в Швейцарии дела французов шли лучше, и соединённой австро-русской армии не удалось вытеснить оттуда войска республиканцев.
Раздоры, возникшие между союзниками, повлекли за собой выход России из коалиции; император Павел I стал даже сближаться с Францией после того, как в ней «безначалие заменилось консульством», и Наполеон отпустил на родину русских пленных без выкупа, заново одетыми и вооружёнными. Едва Наполеон принял в свои руки правление, как обратился с публичным письмом к английскому королю и австрийскому императору, приглашая их прекратить борьбу и остановить кровопролитие; но они потребовали у Наполеона восстановления Бурбонов и возвращения Франции в прежние границы.
Отказ Австрии от мирного решения конфликта вынудил Наполеона предпринять наступление. Весной 1800 года французская армия вновь вторглась в Италию, причём во главе армии, вторгшейся через Сен-Бернар, стоял сам Первый консул. Победа при Маренго (14 июня) заставила Австрию заключить перемирие (в Алессандрии), вновь отдавшее Ломбардию в распоряжение Франции. Другая французская армия под предводительством Моро вторглась в Швабию и Баварию и после победы при Гогенлиндене (3 декабря) угрожала самой Вене. Австрия вынуждена была пойти на мир в Люневиле, 9 февраля 1801 года, подтверждавший кампо-формийские условия. Границами Франции были признаны Рейн и Эч; Ломбардия превратилась в Итальянскую республику. Имперские чины, терявшие земли на левом берегу Рейна, должны были получить вознаграждение за счёт секуляризованных церковных владений и упразднённых имперских городов. Люневильский мир открывал Наполеону возможность вновь распоряжаться по своему усмотрению в значительных частях Италии и Германии. Наполеон стал, в силу избрания созванными в Лионе представителями Итальянской республики, президентом этой республики, с весьма широкой властью, при чисто декоративной конституции, и получил право распоряжаться большим войском. Герцог моденский получил приращение своих владений; великий герцог тосканский отказался от своих итальянских владений, и Тоскана, с титулом Королевство Этрурия, отдана была герцогу пармскому.
В Германии так называемым «заключительным постановлением Имперской депутации» 28 февраля 1803 года было проведено, после настоящего торга немецкими епископствами, аббатствами и вольными городами, новое распределение земельных владений. Руководящая роль в этом принадлежала Первому консулу; особенно много выиграла Бавария, заключившая с Францией тесный союз. Увеличены были владения маркграфа баденского, возведённого вместе с тем в сан курфюрста. Вознаграждены были за потери и получили большие приращения к своим прежним владениям Вюртемберг, Гессен-Кассель (оба сделаны курфюршествами), Гессен-Дармштадт, Нассау, Ганновер и др. княжества. Из духовных владений уцелело только одно, сильно урезанное, — архиепископство майнцское; из полусотни имперских городов сохранили своё прежнее положение лишь шесть — Гамбург, Бремен, Любек, Франкфурт-на-Майне, Нюрнберг и Аугсбург.
Кроме немецких держав и России, с Францией примирились также Испания и Португалия, а в 1802 году, по Амьенскому миру — и Англия. Однако этот последний мир был вскоре нарушен.

## Начало Наполеоновских войн
Англия весной 1803 года расторгла мирный договор и объявила Франции войну, тем самым вновь нарушив хрупкий мир, ненадолго установившийся в Европе. В мае 1803 года Первый консул двинул французскую армию к Везеру, чтобы захватить принадлежавший английскому королю Ганновер; в июне курфюршество было уже во власти Франции вследствие трусости местного управления, поспешившего заключить с Первым консулом договор, по которому французская армия могла занять всю страну до Эльбы, а ганноверское войско должно было быть распущено.

## Третья коалиция (1805)
Смерть герцога Энгиенского, предшествовавшая принятию Наполеоном императорской короны, и усиление влияния Франции в Италии, Германии, Испании и Голландии сильно встревожили и другие державы. Итальянская республика была превращена в королевство, а королём провозглашён Наполеон, короновавшийся в Милане в марте 1805 г. железной короной. С Испанией он заключил очень тесный союз, по договору которого стороны обязывались помогать друг другу деньгами, а при военном вторжении — флотом и армией. В Голландии Наполеон постепенно подготавливал введение монархии в пользу одного из своих братьев.
Английский премьер-министр Уильям Питт опасаясь, что Наполеон с армией, сосредоточенной в Булоне, форсирует Ла-Манш и атакует остров, интригами и уговорами, а также колоссальными денежными вложениями привлёк на свою сторону очень влиятельных союзников с континента. К Англии примкнули Россия, Австрия, Швеция и Неаполь. Сформировав мощную коалицию против Франции, Англия обязывалась выплачивать своим союзникам денежные субсидии (за каждые 100 000 солдат — по 1 250 000 фунтов стерлингов).
Новая коалиция старалась привлечь на свою сторону и Пруссию, но та колебалась и предпочла остаться нейтральной, на всякий случай, однако, вооружившись; своим двусмысленным поведением она навлекла на себя неудовольствие Императора французов.
Союзники разработали план, по которому более полумиллиона солдат должны были атаковать Францию по четырём направлениям. Основной удар должна была нанести объединённая русско-австрийская армия под предводительством генерала Кутузова. Эта армия должна была пройти через южно-германские земли и вторгнутся в центр Франции.
Положение Наполеона казалось безнадёжным, у него не было столь огромного войска и необходимых ресурсов. Однако отложив план вторжения в Англию, Бонапарт с привычной для себя энергией и энтузиазмом начал реализацию нового плана кампании. Булонский лагерь в кратчайшие сроки был свёрнут, и Великая армия двинулась к восточной границе. Благодаря особым мерам, принятым Наполеоном, были распущены слухи и дезинформация о том, что якобы армия ещё стоит у Ла-Манша; Бонапарт также запретил газетам публиковать информацию о передвижениях войск и закрыл границы государства. Уже 25 сентября 1805 г. армия развернулась на рубеже Рейна, пройдя более пятисот километров за 28 дней. В Страсбурге Наполеон, получив сведения о передвижениях неприятельских войск, замечает, что авангард Австрийской армии для овладения господствующей в Баварии крепости Ульм, необъяснимо далеко выдвинулся на запад, значительно отдаляясь от главных сил. Заручившись обещанием помощи со стороны южногерманских князей, Наполеон неожиданно двинул свои войска в Германию, где часть их прошла через владения нейтральной Пруссии, и где они были усилены вспомогательными корпусами Бадена, Вюртемберга, Баварии, Гессена, Нассау и др. Совершив блистательный и обескураживающий манёвр, Бонапарт окружил своими корпусами австрийцев. 20 октября семидесятитысячная австрийская армия, запертая в Ульме и отрезанная от сообщения с Веной, капитулировала после битвы под Ульмом. Этот громадный успех Наполеона омрачился знаменитой Трафальгарской победой (21 октября) английского флота над испано-французским.
Между тем Пруссия, раздражённая нарушением её нейтралитета, примкнула к коалиции, но слишком поздно. 13 ноября французы овладели Веной и оттеснили австрийские и русские войска в Моравию, где 2 декабря, в годовщину коронации Наполеона, произошла знаменитая «битва трёх императоров» под Аустерлицем. Победа французов была полная, объединённая русско-австрийская армия под командованием Кутузова была разгромлена Наполеоном. На следующий день император Франц, шокированный результатами сражения, прибыл в ставку Бонапарта. Обещая никогда больше не вступать с Францией в войну, он униженно просил у Наполеона перемирия, на которое победитель великодушно согласился. А между тем, император Александр со своей разбитой армией позорно отступал из Австрии к границам России. Триумфальная победа французов потрясла всю Европу.
Тем временем в Англии с нетерпением ждали известий из Европы, предвкушая победу коалиции. Вскоре в Англию прибыли роковые вести о разгроме союзной армии. Узнав о поражении под Аустерлицем, Уильям Питт произнёс пророческие слова: «Сверните эту карту Европы, она нам не понадобится ещё 10 лет». Новость о поражении союзников сразила британского премьер-министра, нанеся страшный удар по его организму; вскоре главный спонсор коалиции Уильям Питт скончался. Таким образом третья анти-французская коалиция европейских держав окончила своё существование.
4 (26) декабря Австрия заключила с Францией Пресбургский мир, лишавший монархию Габсбургов владений в юго-западной Германии, Тироля и Венецианской области (первые были разделены между Баденом и Вюртембергом, Тироль присоединён к Баварии, Венецианская область — к Итальянскому королевству), окончательно упразднявший Священную Римскую империю и предоставлявший королевские короны Неаполя и Голландии братьям Наполеона.
В промежуток между Аустерлицкой победой и Пресбургским миром Наполеону удалось склонить на сторону Франции посланного к нему прусским королём уполномоченного Гаугвица, который не только не решился после Аустерлица предъявить победителю требования своего правительства, но даже без его согласия заключил с Наполеоном договор в Шёнбрунне (15 декабря). Пруссия вступила в союз с Францией, отдала ей часть герцогства Клевского на правом берегу Рейна с крепостью Везелем и отказалась от франконских княжеств; вместе с тем она обязалась не допускать англичан в свои порты, за что получила Ганновер. Прусский король согласился на эту сделку, но занимая Ганновер, он объявил, что берёт его лишь под свою охрану до заключения всеобщего мира. Такое заявление возмутило Наполеона, видевшего в нём намерение Фридриха-Вильгельма III не отделяться окончательно от коалиции.
Бавария стала королевством, новый король выдал свою дочь замуж за пасынка Наполеона — принца Евгения Богарне. Вюртемберг тоже был превращён в королевство, и через некоторое время на вюртембергской принцессе женился брат Наполеона Иероним. Увеличился и Баден, ставший великим герцогством; внук великого герцога вступил в брак со Стефанией Богарне, племянницей императрицы Жозефины. Из Берга, уступленного Баварией, и Клёве, приобретённого от Пруссии, Наполеон создал новое великое герцогство для своего зятя Мюрата. Невшатель, князем которого с 1707 г. был король прусский, был пожалован маршалу Бертье. Дядя Наполеона кардинал Феш был объявлен коадъютором и преемником архиепископа майнцского, имперского архиканцлера. Австрия приобрела зальцбургское архиепископство, взамен которого бывший великий герцог тосканский получил Вюрцбург. Эти перемены сопровождались в Баварии, Вюртемберге, Бадене и др. государствах крупными изменениями и во внутренних отношениях — устранением средневековых земских чинов, отменой многих дворянских привилегий, облегчением участи крестьян, усилением веротерпимости, ограничением власти духовенства, уничтожением множества монастырей, разного рода административными, судебными, финансовыми, военными и учебными реформами, введением кодекса Наполеона.
12 июля 1806 г. между Наполеоном и многими германскими государями (Бавария, Вюртемберг, Баден, Дармштадт, Клёве-Берг, Нассау и др.) был заключён договор, по условиям которого эти государи вступали между собой в союз, получивший название Рейнского, под протекторатом Наполеона и с обязанностью держать для него шестидесятитысячное войско. Образование союза сопровождалось новой медиатизацией, то есть подчинением мелких непосредственных (immediat) владетелей верховной власти крупных государей. Медиатизация 1806 г. произвела в Германии такой же эффект, какой в 1802—1803 гг. произвела секуляризация: Париж снова стал центром раздачи всяких милостей, где немецкими князьями пускались в ход все возможные средства, одними — для предотвращения своей медиатизации, другими — для медиатизации в свою пользу чужих владений.
Лигурийская республика (Генуя) и королевство Этрурия были присоединены к Франции. На следующий же день после заключения Прессбургского мира Наполеон простым декретом объявил, что «династия Бурбонов в Неаполе перестала царствовать» за то, что Неаполь, вопреки прежнему договору, примкнул к коалиции и дозволил высадку войска, прибывшего с англо-русским флотом. Движение французской армии на Неаполь заставило тамошний двор бежать в Сицилию, и Наполеон пожаловал захваченное им Неаполитанское королевство своему брату Жозефу. Беневент и Понтекорво были отданы на правах ленных герцогств Талейрану и Бернадотту. В бывших владениях Венеции Наполеон также учредил значительное количество ленов, которые были соединены с герцогским титулом, давали большие доходы и жаловались французским сановникам и маршалам. Сестра Наполеона Элиза (по мужу Баччиокки) ещё раньше получила Лукку, потом Массу и Каррару, а по уничтожении королевства Этрурии была назначена правительницей Тосканы. Другой своей сестре, Паулине Боргезе, Наполеон также дал владение. В королевстве Италийском, Лукке, Тоскане и Неаполе были введены многие французские порядки. В Голландии воцарился брат Наполеона Людовик.

## Четвёртая коалиция (1806—1807)
Франция становилась всё сильнее, баланс сил в Европе рушился. После мира с Австрией Бонапарт начинает переговоры о мире с Россией и Англией. Но несмотря на стремление Наполеона к миру, переговоры не приносили результатов и заходили в тупик, так как униженные аустерлицким поражением участники третьей коалиции, не желали вести себя как проигравшие. Европейские монархи не могли смириться с триумфом Наполеона и доминированием Французской республики в Европе, поэтому дипломатическая обстановка к осени 1806 года накалялась. В Париж начали поступать тревожные сведения из Берлина. В Пруссии начался патриотический и военный подъём, который захлестнул всю страну; а король, правительство и военное командование вновь взяли курс на сближение с Лондоном и Петербургом.
Русский император Александр желал взять реванш за Аустерлиц и всячески подталкивал прусского короля к войне, обещая любую всевозможную поддержку, только бы Пруссия начала войну. Пруссия была недовольна и замаскированным присоединением Голландии. Наконец, в Берлине узнали ещё, что сделав попытку мирных переговоров с Англией, Наполеон выразил готовность возвратить ей Ганновер, на который Пруссия смотрела уже как на своё достояние. Однако несмотря на тревожные вести из Берлина, Наполеон по-прежнему надеялся на благоприятный исход переговоров, не желая новой войны. Однако надежды на мир рухнули, когда 15 сентября 1806 года Англия, Россия и Пруссия образовали четвёртую антифранцузскую коалицию. Англия вновь выступила спонсором живой силы коалиционеров.
Прусский король решился на ультиматум, требуя очистить от французских войск южную Германию и распустить Рейнский союз в течение десяти дней. Также Пруссия дала согласие на образование «Северного союза». Наполеон отверг этот ультиматум и приказал остановить отступление армейских корпусов, возвращающихся во Францию.
Мобилизационные силы Пруссии были велики и достигали 250 000 солдат. Однако к осени 1806 года пруссаки могли выставить лишь 170 000 человек, которые были сформированы в три армии. У Наполеона под командованием находилось 180 000 человек, поэтому он решил перейти в наступление и атаковать.
В первой же битве (при Зальфельде, 10 октября 1806 г.) пруссаки потерпели поражение, за которым через несколько дней (14 октября) последовал полный разгром сразу в двух битвах — при Йене и Ауэрштедте. Во время сражения при Ауэрштедте погиб герцог Брауншвейгский, главнокомандующий Прусской армии. Прусский король не решился взять командование на себя в этот критический момент. Эти победы отдали во власть Наполеона всю Германию вплоть до Эльбы. Прусский король бежал к восточным границам, и фактически после этого великая прусская армия перестала существовать. Через две недели после йенской победы Наполеон вступил в Берлин (27 октября), где он издал знаменитый берлинский декрет о континентальной блокаде. Вскоре после этого сдались Штетин, Кюстрин, Магдебург. Курфюрст гессенский, бывший в союзе с Пруссией и думавший спасти себя нейтралитетом, вынужден был бежать из своих владений. Мекленбург и Ольденбург также были заняты французами. Саксонский курфюрст Фридрих-Август получил королевский титул и присоединился к Рейнскому союзу (в первой половине декабря), вместе с другими саксонскими герцогами. Из Кёнигсберга, куда удалился прусский двор, Фридрих-Вильгельм III умолял Александра прийти на помощь и поскорее вступить в войну. В помощь Россия отправила две армии, чтобы помешать переправиться французам через Вислу. Наполеон обратился к полякам с воззванием, приглашавшим их к борьбе за независимость. 2 января 1807 г. он беспрепятственно вступил в Варшаву. Целый ряд упорных битв на Висле ознаменовал зиму 1806—1807 гг.; из них сражение при Прейсиш-Эйлау не доставило Наполеону того блестящего успеха, который до тех пор сопутствовал его оружию. После занятия французами Данцига (24 мая 1807) и ещё одного разгромного поражения русских под Фридландом (14 июня), французы занимают Кёнигсберг и даже угрожают русской границе; 7—9 июля состоялся Тильзитский мир, сопровождавшийся встречей французского и русского императоров в павильоне посреди реки Неман.
По условиям Тильзитского договора Пруссия лишилась половины своих владений. Из польских земель, доставшихся Пруссии по второму и третьему разделам Речи Посполитой, было создано Великое герцогство Варшавское. Наполеон, не желавший вражды с Россией, как акт доброй воли передал ей Белостокскую область. У Пруссии были отняты все её владения между Рейном и Эльбой, в соединении с курфюршеством Гессенским, Брауншвейгом и южным Ганновером образовавшие королевство Вестфальское, во главе которого был поставлен брат Наполеона, Иероним, тоже примкнувший к Рейнскому союзу. Кроме того, Пруссия должна была выплатить огромную контрибуцию, содержать до окончательной выплаты за свой счёт французские гарнизоны и соблюдать условия, выгодные Франции (насчёт, например, военных дорог). После этой войны Наполеон стал полным властелином Германии. Во многих местах вводились французские порядки, бывшие плодом революции и организаторской деятельности Наполеона, благодаря которым деспотизм местных правителей стал ослабевать. Город Эрфурт после Тильзитского мира Наполеон оставил за собой как сборный пункт для войск Рейнского союза. Соглашаясь на то, чтобы Франция господствовала на Западе, император Александр I желал такого же господства на Востоке. Создавался союз двух императоров против Англии, торговле которой Наполеон стремился нанести удар континентальной системой. Обе державы обязались потребовать от Швеции, Дании и Португалии, действовавших до тех пор в согласии с Англией, присоединения к континентальной системе. На это Англия ответила приказами своему флоту о захвате нейтральных кораблей, выходивших из портов Франции или союзных с нею государств.
Швеция была одним из наиболее упорных членов антифранцузской коалиции; король шведский Густав IV, преданный делу Бурбонов, даже не хотел признавать за Бонапартом императорского титула. Оставленная союзниками, Швеция после Тильзитского мира не в состоянии была защищать свои владения в северной Германии; они были заняты французами. А в 1808 году Россия объявила Швеции войну и вторглась на её территорию, оккупировав Финляндию. Во время войны государственный сейм Швеции возвёл на престол дядю Густава IV под именем Карла XIII, а в преемники ему избрал Бернадота. При новом короле Швеция примкнула к континентальной системе.
Дания думала соблюдать нейтралитет, между тем как и Франция, и Англия хотели привлечь её на свою сторону: весь вопрос состоял в том, будут ли английские корабли иметь свободный проход через Зунд. Англия, желая опередить противника, силой захватила Зунд, бомбардировала Копенгаген и завладела датским флотом и военными запасами. После этого Дания, оскорблённая агрессией Англии, объявила ей войну и также присоединилась к континентальной блокаде.
В 1807 г. при поддержке Испании, бывшей в союзе с Францией с 1796 года, Наполеон потребовал от лиссабонского правительства присоединиться к континентальной системе. Так как в Лиссабоне не соглашались на это требование, считая англичан своими союзниками и давними друзьями португальского народа, Наполеон решил отправить армейский корпус под командованием Жюно надавить на правительство. Однако, узнав о приближении французов, королевский двор Португалии и король, в страхе за свою жизнь, бежали в Бразилию. Вскоре Жюно мирно занял Лиссабон и стал ожидать приказов из Парижа. Тем временем Наполеон и испанский монарх составили договор о разделе Португалии с её колониями, и 18 ноября 1807 г. «Монитёр» объявил, что «Браганцский дом перестал царствовать».
К 1807 году Испания уже не была одной из великих европейских держав, её слава давно угасла, а страна переживала тяжёлый кризис во всех сферах. В государстве до сих пор работали архаичные законы средневековья и действовала святая инквизиция. На троне находился слабый король, который зависел от жены, а страной фактически правил её любовник Мануэль Годой. Его вмешательство во внутренние дела Испании только усугубляли положение в стране. Тогда Наполеон решил взять ситуацию в свои руки и пригласил королевскую семью во Францию. Король и император встретились в Байонне, где Карл IV подписал акт отречения в пользу Жозефа Бонапарта. Вслед за этим была парафирована Байоннская конституция, на основе французской, ставшая первой испанской конституцией. Таким образом, на испанский трон Наполеон посадил своего старшего брата Жозефа, передав принадлежавшее последнему Неаполитанское королевство своему зятю Мюрату (1808).
В феврале 1808 г. французские войска окончательно заняли Рим, который вместе с Папской областью был несколько позже присоединён к Франции.
17 сентября — 14 октября 1808 г. в Эрфурте состоялась знаменитая встреча французского и русского императоров, которая должна была послужить наглядным доказательством их дружбы. На эрфуртском съезде государи Рейнского союза раболепствовали перед Наполеоном. В Эрфурте был ещё раз закреплён Тильзитский союз, и оба императора обязались не заключать мира с общими врагами без обоюдного согласия. Решено было, кроме того, обратиться к Англии с предложением мира, на основе удержания договаривающимися сторонами тех владений, какие будут в их руках в момент заключения мира. Англия отвергла это предложение и стала поддерживать вспыхнувшее в Испании восстание, заставившее Наполеона лично предпринять зимой 1808 г. поход против восставших.

## Пятая коалиция (1808—1809)
Между тем Австрия под влиянием примера, поданного Испанией, где шла народная и партизанская война, решилась попытать счастья в новой войне. После реформирования армии по примеру французской австрийский император, нарушив данное им обещание не воевать с Наполеоном, в апреле 1809 года объявил новую войну и двинул все военные силы на Баварию, Италию и на Великое герцогство Варшавское. Однако Наполеон был готов к такому повороту событий и при поддержке войск Рейнского союза отразил нападение и в середине мая был уже в Вене. Монархия Габсбургов, по-видимому, должна была разрушиться: венгры уже приглашались к восстановлению своей былой самостоятельности и избранию нового короля. Вскоре французы переправились через Дунай и одержали блистательную победу 5—6 июля при Ваграме, за которой последовало Цнаймское перемирие (12 июля), бывшее преддверием Венского или Шёнбрунского мира (14 октября). Австрия потеряла Зальцбург и некоторые соседние земли — в пользу Баварии, западную Галицию и часть восточной Галиции с Краковом — в пользу Великого герцогства Варшавского и России и, наконец, земли на юго-западе (часть Каринтии, Крайну, Триест, Фриуль и т. п.), составившие вместе с Далмацией, Истрией и Рагузой владение Иллирию под верховной властью Наполеона. Вместе с тем венское правительство обязалось вторично примкнуть к континентальной системе. Эта война ознаменовалась народным восстанием в Тироле, который, по заключении Венского мира, был усмирён и разделён между Баварией, Иллирией и королевством Италийским.
16 мая 1809 года в Шёнбрунне Наполеон подписал декрет, которым отменялась светская власть папы: Церковная область была присоединена к Франции, Рим был объявлен вторым городом империи.
В июле 1810 года Наполеон, недовольный своим братом Людовиком, слабо соблюдавшим континентальную систему, присоединил Голландию к Франции; присоединены были также Гамбург, Бремен и Любек, герцогство Ольденбургское и другие земли между Эльбой и Рейном, а также швейцарский кантон Вале с горной дорогой через Симплон.

## Могущество Первой Империи
Французская империя достигла наибольших размеров и вместе с вассальными и союзными государствами включала в себя почти всю Западную Европу. В её состав входили, кроме Франции, Бельгия, Голландия и полоса северной Германии до Балтийского моря, с устьями Рейна, Эмса, Везера и Эльбы, так что французская граница лишь на двести вёрст отстояла от Берлина; далее, весь левый берег Рейна от Везеля до Базеля, некоторые части теперешней Швейцарии, наконец, Пьемонт, Тоскана и Папская область. Часть северной и средней Италии составляла королевство Италийское, где государем был Наполеон, а дальше, по другую сторону Адриатического моря, на Балканском полуострове, находилась принадлежавшая Наполеону Иллирия.
Как бы руками, двумя длинными полосами и с севера, и с юга империя Наполеона охватывала Швейцарию и Рейнский союз, в центре которого французскому императору принадлежал город Эрфурт. Сильно урезанные Пруссия и Австрия, граничившие с Рейнским союзом и Иллирией, имели: первая — на восточной своей границе, вторая — на северной Великое герцогство Варшавское, состоявшее под протекторатом Наполеона и выдвинутое как французский аванпост против России. Наконец, в Неаполе царствовал зять Наполеона, Иоахим I (Мюрат), в Испании — его брат Жозеф. Дания с 1807 г. была в союзе с Наполеоном. Соперницами Франции оставались только Англия и Россия, одна на море, другая на суше. Англия, сильная своим флотом, продолжала вести борьбу с Наполеоном.
В целом же политика Наполеона способствовала росту промышленного и сельскохозяйственного производства, сохранению и умножению богатства, хотя очень много средств уходило на военные цели. В 1804 г. во Франции был принят «Гражданский кодекс» (свод законов), который предусматривал защиту собственности, крупной и мелкой, от любых посягательств. Впоследствии он служил образцом для законодателей всех стран Европы. Безусловно, создание гражданского кодекса стало событием общеевропейского масштаба и обусловило широкое распространение французского законодательства. Некоторые называют его «кодексом современного цивилизованного мира», полагая, что Франция «своим гражданским кодексом установила лучшую форму общественного строя». Таким путём Франция вознаградила человечество за кровь, пролитую во время войны, и несколько компенсировала зло, причинённое современному поколению, теми огромными благами, которые она обеспечила грядущим поколениям. В то же время владычество Наполеона революционировало Европу, и в этом смысле Наполеон был главным идейным продолжателем Великой французской революции.

## Завоевание британцами французских колоний
Уже 17 октября 1802 году британское правительство послало в Вест-Индию, голландскую Гвиану и на мыс Доброй Надежды приказание не сдавать французам и нидерландской Батавской республике отнятых от них в предыдущую войну колоний. Когда это приказание дошло до мыса Доброй Надежды, он уже был сдан нидерландцам, но командир британского корабля, привезший приказание, сумел хитростью вновь овладеть укреплениями.
В мае 1804 года британская эскадра овладела голландской Гвианой.
В январе 1806 года британцы окончательно завладели мысом Доброй Надежды. Затем, вследствие союза Испании с Францией, британцы вторглись в испанское вице-королевство Рио-де-Ла-Плата и захватили Буэнос-Айрес, но через несколько месяцев они были изгнаны местным населением. В следующем году они снова появились, но вновь были разбиты и были вынуждены капитулировать.
В 1808 году британцы овладели в Вест-Индии французскими островами Дезирад и Мари-Галант (около острова Гваделупы), но их попытка занять остров Сен-Мартен потерпела неудачу.
В январе 1809 года британцы и союзные им португальцы овладели французской Гвианой, 24 февраля была взята Мартиника, а 7 июля, наконец, пал и Санто-Доминго на острове Гаити. В июле 1809 года британцы овладели французским Сенегалом.
6 февраля 1810 года британская эскадра овладела Гваделупой, 9 июля 1810 года британская эскадра овладела островом Реюньон, а 14 августа британцы овладели островком Пасс, который защищал подход к Гран-Порту на Иль-де-Франсе. 3 декабря 1810 года Иль-де-Франс капитулировал.
В августе 1811 года британские войска высадились на Яве, в Нидерландской Ост-Индии, которая после включения Нидерландов в состав Наполеоновской империи в 1810 году стала французской колонией. Генерал-губернатор Ян Виллем Янсенс в течение нескольких недель оказывал сопротивление, опираясь на голландские, французские и туземные подразделения, однако после поражения был вынужден капитулировать.

## Отечественная война (1812) и Шестая коалиция (1813—1814)
С 1812 года начинается упадок военного могущества Наполеона, подготовленный неудачами французского оружия в Португалии и Испании (см. война на Пиренейском полуострове). Русская кампания 1812 года, в которой Наполеон потерял свою армию, дала странам Европы возможность вновь напасть на уже ослабленную Францию. Мощнейшая шестая коалиция обрушилась на обескровленную армию Бонапарта. Используя многочисленные людские ресурсы, союзники с огромным трудом сумели вытеснить Наполеона из Германии (1813). Далее война продолжилась на территории Франции, и после предательства маршала Мармона, позволившего армии неприятеля вступить в Париж, Наполеон добровольно подписал акт отречения (1814).

## Седьмая коалиция (1815)
Заключительным эпизодом наполеоновских войн был поход эпохи «Ста дней» со знаменитой битвой при Ватерлоо. Итогом этих войн стало подписание Парижского мирного договора, закончившего эпоху Первой империи.

## Итоги
Венский конгресс:
Цель и участники: Конгресс был направлен на восстановление феодально-абсолютистских монархий и определение новых границ Европы. Участвовали все европейские государства, кроме Османской империи.
Основные решения: Включение Австрийских Нидерландов в состав нового королевства Нидерландов, восстановление Габсбургов в Италии, передача Норвегии Швеции, создание Германского союза.
Изменения в Польше: Часть герцогства Варшавского вошла в состав Российской империи как Царство Польское, другие территории вернулись Пруссии.
Нейтралитет Швейцарии: Международное признание нейтралитета Швейцарии, что способствовало её экономическому развитию и защите от военных конфликтов.
Парижский мирный договор: Участники: Россия, Великобритания, Австрия, Пруссия и Франция.
Территориальные изменения: Франция вернулась к границам 1790 года с некоторыми исключениями.
Контрибуция: Франция обязалась выплатить 700 млн франков и согласилась на временную оккупацию.
Возвращение произведений искусства: Франция должна была вернуть похищенные произведения искусства и литературы.
Реставрация Бурбонов (1814-1830)
Контекст и начало
Отречение Наполеона: В 1814 году Наполеон I был вынужден отречься от престола и был отправлен в изгнание на остров Эльба.
Возвращение Бурбонов: Людовик XVIII, брат казненного Людовика XVI, был восстановлен на французском престоле.
Венский конгресс и территориальные изменения
Венский конгресс (1814-1815): Основная цель конгресса заключалась в восстановлении стабильности и порядка в Европе после наполеоновских войн.
Границы Франции: Франция вернулась к границам 1792 года, отказавшись от всех территориальных приобретений революционной и наполеоновской эпох.
Конституция 1814 года
Хартия 1814 года: Людовик XVIII издал конституцию, известную как Хартия 1814 года, которая включала:
Свободу слова и религии.
Двухпалатный парламент (Палата пэров и Палата депутатов).
Однако, на практике многие из этих свобод не соблюдались.
Период “Ста дней”
Возвращение Наполеона: В марте 1815 года Наполеон бежал с Эльбы и вернулся во Францию, что привело к периоду, известному как “Сто дней”.
Битва при Ватерлоо: Наполеон был окончательно побежден в битве при Ватерлоо в июне 1815 года и отправлен в изгнание на остров Святой Елены.
Внутренняя политика и экономика
Экономические трудности: Франция столкнулась с экономическими трудностями, вызванными войнами и контрибуциями.
Политическая нестабильность: Постоянные конфликты между ультрароялистами, желавшими восстановления абсолютной монархии, и либералами, стремившимися к конституционным реформам.
Июльская революция 1830 года
Конец реставрации: В 1830 году, после серии политических кризисов и народных восстаний, Карл X, преемник Людовика XVIII, был свергнут в результате Июльской революции.
Июльская монархия: На престол взошел Луи-Филипп I, начав период, известный как Июльская монархия.

## Статистика Наполеоновских войн 1800—1815 гг
| Воюющие страны        | Население (на 1800 год) | Мобилизовано солдат | Военные потери.     |
| --------------------- | ----------------------- | ------------------- | ------------------- |
| Великобритания        | 9 200 000               | 589 067             | 219 000             |
| Пруссия               | 9 700 000               | 600 000             | 400 000+            |
| Австрия               | 20 598 700              | 1 298 000           | 376 000             |
| Россия                | 37 540 400              | 2 340 000           | 450 000             |
| Швеция                | 2 347 300               |                     |                     |
| Португалия            | 3 400 000               | 25 000              |                     |
| Испания               | 10 500 000              | 600 000             | 300 000+            |
| Египет                | 3 854 000               |                     |                     |
| Османская империя     | 23 000 000              | 10 000              |                     |
| Всего                 | 114 680 400             |                     | 1 800 000—2 000 000 |
| Франция               | 27 349 000              | 1 800 000           | 1 200 000—1 700 000 |
| Италия                | 17 237 000              | 900 000             | 120 000             |
| Дания                 | 929 000                 |                     |                     |
| Норвегия              | 883 600                 |                     |                     |
| Герцогство Варшавское | 2 500 000               | 95 000              |                     |
| Голландия             | 1 982 000               |                     |                     |
| Бельгия               | 4 035 000               |                     |                     |
| Бавария               | 3 100 000               | 24 000              |                     |
| Саксония              | 1 100 000               | 20 000              |                     |
| Вюртемберг            | 1 200 000               |                     |                     |
| Вестфалия             | 700 000                 | 17 000              |                     |
| Всего                 | 61 015 600              |                     | 1 400 000—1 800 000 |

## Основные события периода наполеоновских войн

### Сражения
1800
- Битва при Маренго

1801
- Апельсиновая война

1805
- Битва у Даймонд Рок[англ.] • Бой Кальдера • Война третьей коалиции: (Ульмская кампания: (Бой под Донаувёртом • Бой под Вертингеном • Бой под Гюнцбургом • Бой под Хаслах-Юнгингеном • Бой под Меммингеном • Бой при Эльхингене • Бой под Михельсбергом • Хайденхайм — Трохтельфинген — Нойштадт • Ульмское сражение) • Бой под Ридом • Сражение при Вероне • Сражение при Кальдьеро • Бой при Ламбахе • Бой при Штайре • Сражение при Амштеттене • Бой у Мариацелля • битва при Дюрнштайне • Капитуляция Дорнбирна • Шёнграбенский бой • Сражение при Аустерлице) • Трафальгарская битва • Сражение у мыса Ортегаль

1806
- Война третьей коалиции: Осада Гаэты • Сражение при Кампо-Тенезе • Сражение при Маиде • Война четвёртой коалиции: Битва при Шлайце • Битва при Заальфельде • Битва при Йене и Ауэрштедте • Капитуляция Эрфурта • Бой при Галле • Осада Магдебурга • Падение Берлина • Битва при Пренцлау[англ.] • Капитуляция Пазевалька[англ.] • Капитуляция Штеттина[англ.] • Битва при Варене-Носсентине[англ.] • Битва при Любеке • Битва при Хамельне[англ.] • Сражение при Чарново • Сражение при Сохочин-Колозомб • Сражение при Голымине • Битва при Пултуске

1807
- Война третьей коалиции: Битва при Милето[англ.] • Война четвёртой коалиции: Осада Грудзёндза • Сражение при Морунгене • Битва при Алленштайне • Бой при Гофе • Сражение под Прейсиш-Эйлау • Битва при Остроленке • Осада Кольберга • Осада Данцига • Осада Штральзунда (I)[англ.]  • Сражение при Гуттштадте • Сражение при Гейльсберге • Битва при Фридланде • Осада Штральзунда (II) • Бомбардировка Копенгагена • Пиренейские войны: Вторжение в Португалию

1808
- Пиренейские войны: Мадридское восстание • Битва при Бруке • Сражение при Поса де Санта Исабель • Битва при Кабесоне • Первая осада Сарагосы • Битва при Валенсии • Битва при Медина-де-Риосеко • Сражение при Байлене • Битва при Эворе • Битва при Ролисе • Битва при Вимейру • Битва при Панкорбо • Битва при Вальмаседе • Битва при Бургосе • Битва при Эспиноса-де-лос-Монтерос • Битва при Туделе • Битва при Сомосьерре • Вторая осада Сарагосы • Битва при Саагуне • Битва при Бенавенте

1809
- Пиренейские войны: Битва при Кастельоне • Битва при Уклесе • Битва при Ла-Корунье • Битва при Вальсе • Битва при Вильяфранка • Битва при Лос-Ебенес • Битва при Сьюдад-Реаль • Первая битва при Порту • Битва при Медельине • Осада Жироны • Битва при Грижо • Вторая битва при Порту • Битва при Альканьисе • Битва при Марии • Битва при Талавере • Битва при Альмонасиде • Битва при Тамамесе • Битва при Оканье • Битва при Альба-де-Тормес • Война пятой коалиции: (Тирольское восстание • Бергисельские битвы • Битва при Сачиле • Тойген-Хаузенская битва • Регенсбургское сражение • Абенсбергское сражение • Сражение при Ландсхуте • Экмюльская битва • Сражение при Ноймаркт-Санкт-Файте • Сражение при Кальдьеро • Эберсбергская битва • Сражение на Пьяве • Битва при Вёргле[англ.] • Битва при Тарвисе[англ.] • Битва при Асперне и Эсслинге • Битва при Санкт-Михаэле[англ.] • Битва при Штральзунде[англ.] • Сражение при Раабе • Битва при Граце[англ.] • Ваграмская битва • Бой при Кронеубурге[англ.] • Бой при Штокерау[англ.] • Бой при Гефресе • Холлабрунн-Шёнграбернское сражение • Цнаймская битва • Битва при Ольпере[англ.] • Далматинская кампания: (Битва у горы Кита • Битва при Госпиче) • Война Варшавского герцогства с Австрией: (Рашинская битва • Бой при Радзымине) • Голландская экспедиция • Австрийский поход русской армии) • Взятие Кайенны

1810
- Пиренейские войны: Осада Кадиса • Осада Асторги • Осада Сьюдад-Родриго • Битва при Баркилье • Битва при Коа • Осада Алмейды • Битва при Бусаку

1811
- Пиренейские войны: Битва при Геборе • Битва при Барросе • Битва при Помбале • Битва при Рединье • Битва при Казаль-Ново • Битва при Кампу-Майор • Битва при Сабугале • Блокада Алмейды • Битва при Фуэнтес-де-Оньоро • Осада Таррагоны • Битва при Ла-Альбуэра • Битва при Усагре • Битва при Сагунто • Битва при Арройо дос Молинос • Осада Валенсии

1812
- Пиренейские войны: Осада Сьюдад-Родриго • Осада Бадахоса • Битва при Вильягарсии • Битва при Альмарасе • Битва при Магилье • Битва при Саламанке • Битва при Гарсия-Эрнандес • Битва при Махадаонде • Осада Бургоса • Битва при Венто-дель-Посо • Русская кампания: Бой у города Вилькомир • Стычка у Гродно • Битва под Миром • Оборона Риги: (Битва при Экау • Сражение при Мезотене) • Бой под Салтановкой • Бой под Островно • Битва при Витебске • Бой под Кобрином • Сражение под Клястицами • Сражение под Городечно • Смоленское сражение • Первое сражение под Полоцком • Бой у Валутиной горы • Бородинское сражение • Бой под Звенигородом • Французская оккупация Москвы • Тарутинский манёвр • Второе сражение под Полоцком • Сражение под Малоярославцем • Бой под Чашниками • Сражение под Вязьмой • Взятие Витебска • Бой под Ляховом • Сражение под Смолянами • Волковысское сражение • Сражение под Красным • Сражение на Березине • Преследование • Сражение в Плещеницах • Бой при Молодечно • Партизанское движение • Ополчение

1813
- Пиренейские войны: Битва при Касталье • Осада Таррагоны • Битва при Витории • Осада Сан-Себастьяна • Битва при Пиренеях • Битва при Сорорене • Битва при Сан-Марсиаль • Битва при Бидасоа • Битва при Нивеле • Война шестой коалиции: Осада Данцига • Осада Торна • Бой при Цирке • Осада Ясной Горы • Сражение при Калише • Атака Берлина отрядами Чернышёва и Теттенборна • Сражение при Люнебурге • Сражение при Мёккерне • Бой при Галле • Сражение при Лютцене • Сражение при Кёнигсварте и Вайсиге • Сражение при Бауцене • Сражения при Рейхенбахе и Маркерсдорфе • Бой при Хайнау • Бой при Гальберштадте • Сражение при Лукау • Сражение у Гросберена • Сражение на реке Кацбах • Сражение при Дрездене • Битва при Хагельберге • Сражение под Кульмом • Сражение при Денневице • Второе сражение под Кульмом[англ.] • Битва при Гёрде[англ.] • Бой при Росслау[англ.] • Вартенбургское сражение • Битва народов • Сражение при Ганау • Битва при Борнхёведе[англ.] • Битва при Сехестеде[англ.] • Осада крепостей

1814
- Война шестой коалиции: Осада Меца • Сражение при Бриенне • Сражение при Ла-Ротьере • Сражение на реке Минчо • Шестидневная война Наполеона: (Сражение при Шампобере • Сражение при Монмирале • Сражение при Шато-Тьерри • Сражение при Вошане) • Взятие Суассона • Битва при Гаррисе • Сражение при Мормане • Сражение при Монтро • Битва при Ортезе • Сражение при Бар-сюр-Обе • Сражение при Краоне • Сражение при Лаоне • Бой под Реймсом • Сражение при Арси-сюр-Обе • Сражение при Фер-Шампенуазе • Битва при Сен-Дизье[англ.] • Взятие Парижа • Битва при Тулузе • Осада Байонны

1815
- Неаполитанская война: Битва при Панаро[англ.] • Сражение при Оккьобелло • Битва при Капри[англ.] • Сражение при Касалье • Битва при Ронко[англ.] • Битва при Чезенатико[англ.] • Битва при Пезаро[англ.] • Битва при Скапеццано[англ.] • Битва при Толентино[англ.] • Осада Анконы • Битва при Кастель-ди-Сангро[англ.] • Битва при Сан-Германо[англ.] • Осада Гаэты • Сто дней: Битва при Катр-Бра • Битва при Линьи • Битва при Ватерлоо • Битва при Вавре • Битва при Рошсервьере • Битва при Ла-Сюффеле[англ.] • Битва при Рокенкуре[англ.] • Битва при Исси[англ.]

### Договоры
- Люневильский мирный договор
- Бадахосский мирный договор
- Амьенский мир
- Пресбургский мирный договор
- Тильзитский мир
- Таурогенская конвенция
- Рейхенбахские конвенции
- Парижские мирные договоры 1814 года и 1815 года
- Венский конгресс